# 小行星21411
小行星21411（21411 Abifraeman）是一颗绕太阳运转的小行星，为主小行星带小行星。该小行星于1998年3月20日发现。

## 轨道参数
小行星21411的轨道半长轴为2.4460020 UA，离心率为0.0610408。